# Obesotoma laevigata
Obesotoma laevigata é uma espécie de gastrópode do gênero Obesotoma, pertencente a família Mangeliidae.